# Oradour-sur-Glane
Oradour-sur-Glane é uma comuna francesa situada no departamento de Alto Vienne, na região da Nova Aquitânia.
A cidade tornou-se famosa por ter sido o local de um dos maiores massacres cometidos pelos soldados nazistas da Waffen-SS durante a Segunda Guerra Mundial.
Dias após o desembarque das tropas aliadas na Normandia em 6 de junho de 1944, no que ficou conhecido como Dia D, tropas alemães estacionadas na França dirigiam-se aos locais de desembarque para travar combate com as forças aliadas. Uma delas, a 2ª Divisão Panzer SS Das Reich, da Waffen-SS, as tropas de combate de elite da SS, atravessava boa parte do país em direção à costa, tendo sido diversas vezes fustigada no caminho por sabotagens e ações da resistência francesa, os maquis.

## Massacre
Em 10 de junho de 1944, nas proximidades da vila de Oradour-sur-Glane, o comandante de um dos batalhões da divisão, Sturmbannführer Adolf Diekmann, comunicou a seus oficiais subordinados que havia sido avisado por dois civis franceses da região que um oficial SS havia sido preso pelos guerrilheiros na cidade e seria executado e queimado publicamente nos próximos dias.

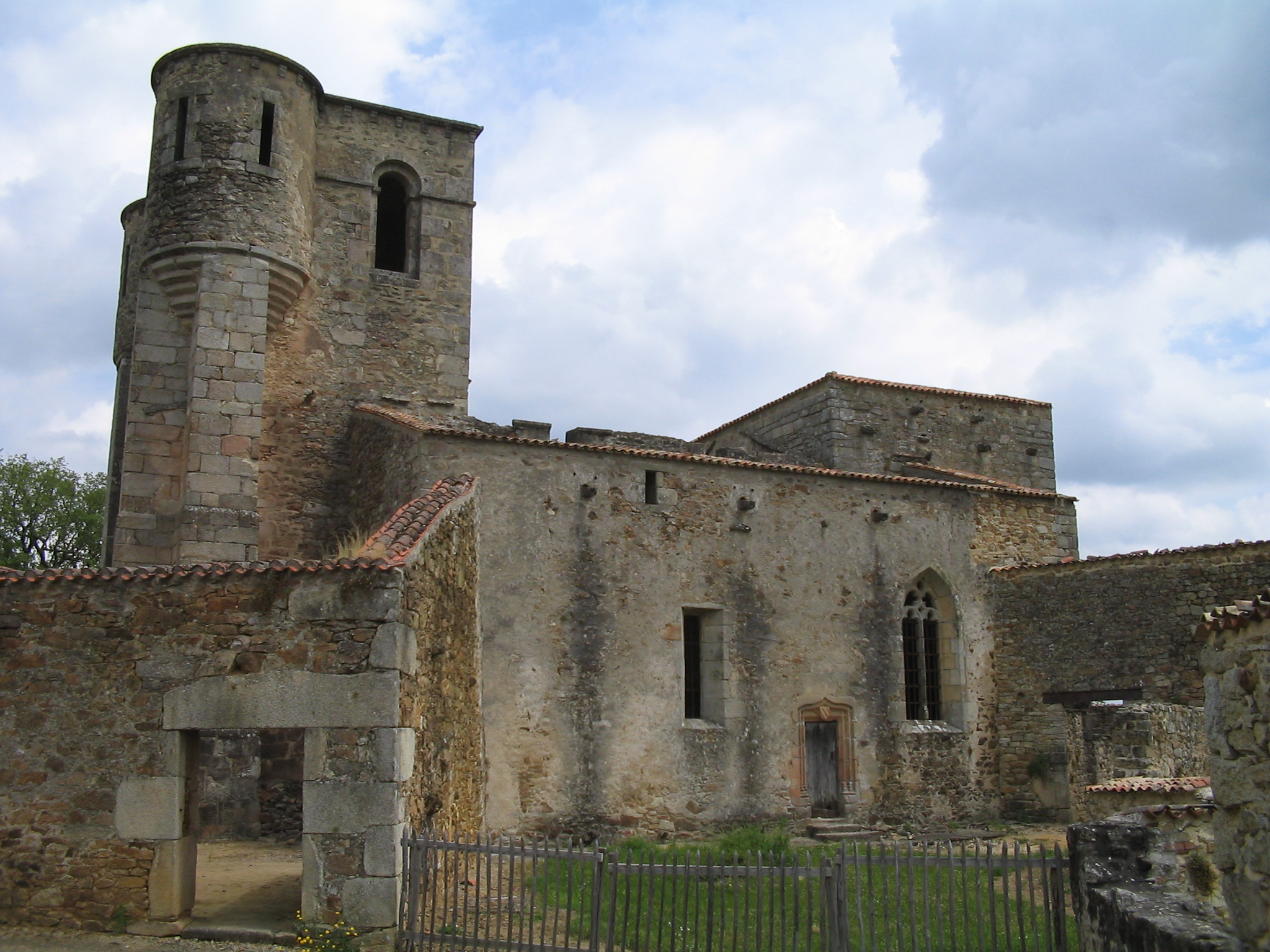
Dentro desta igreja, conservada em suas ruínas exatamente como era em 1944, 452 mulheres e crianças foram queimadas vivas pelas tropas da SS.

No começo da tarde, os pelotões da SS cercaram e fecharam a pequena cidade de Oradour e o comando convocou toda a população para a praça principal a fim de fazer uma verificação de documentos. Homens e mulheres foram separados, os homens levados a celeiros e garagens das redondezas e as mulheres e crianças fechadas na igreja do vilarejo.
Nos celeiros, onde os habitantes masculinos eram esperados por metralhadoras montadas em tripés, todos foram fuzilados e os celeiros queimados com seus corpos dentro. Dos 195 homens de Oradour presos, apenas cinco escaparam. Enquanto isso, outros SS jogavam tochas incendiárias dentro da igreja onde se encontravam trancadas as mulheres e crianças, causando um incêndio generalizado.
Os sobreviventes que tentavam escapar pelas janelas eram metralhados por soldados colocados em posição do lado de fora. Apenas uma mulher, Marguerite Rouffanche, conseguiu escapar entre as 452 mulheres e crianças que morreram carbonizadas na chacina, pulando por um pedaço de janela quebrada pelo fogo sem ser percebida. Após a imolação, a tropa queimou a cidade até o chão. No total, 643 habitantes de Oradour foram mortos pelas Waffen-SS em algumas horas, de um total de pouco mais de mil habitantes.

## Protestos

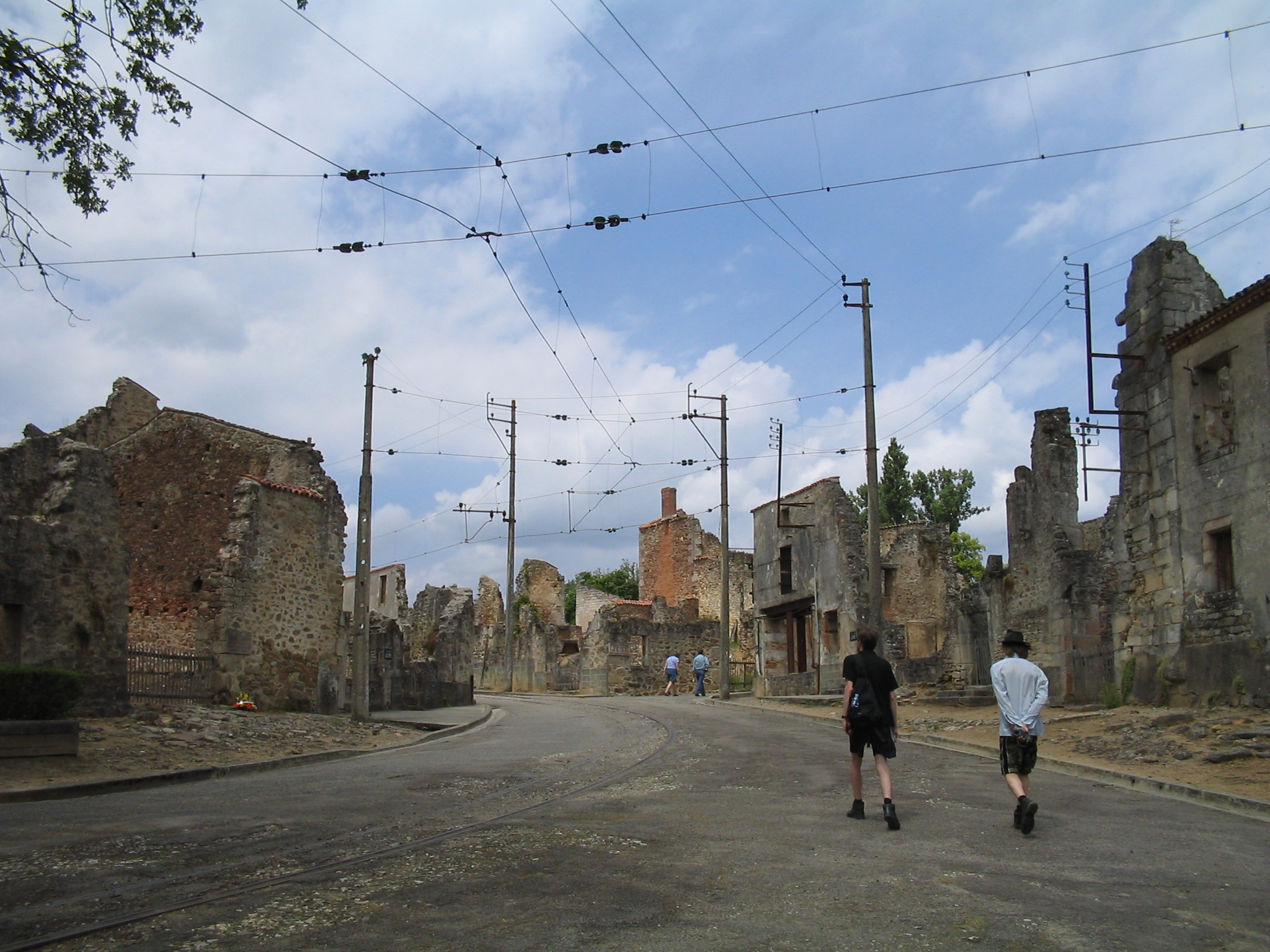
As ruínas tombadas e transformadas em memorial da cidade-mártir nos dias de hoje.

A barbárie causou uma onda de protestos dentro das próprias forças alemãs, incluindo o Marechal Erwin Rommel e o governo francês aliado dos nazistas em Vichy, na França não-ocupada. O comando da divisão considerou que o comandante Dieckman havia extrapolado em muito suas ordens - fazer 30 franceses de reféns e usá-los como moeda de troca pelo suposto oficial nazista prisioneiro - e abriu uma investigação judicial militar. Diekman não chegou a ser julgado, morrendo em combate pouco dias depois do massacre, junto com a maior parte dos soldados que  destruíram Oradour-sur-Glane.
Após a guerra, o Presidente Charles De Gaulle decidiu que a cidade não seria reconstruída, permanecendo suas ruínas como um memorial à crueldade da ocupação nazista na França. Em 1999. Jacques Chirac ergueu um centro da memória em Oradour, e nomeou oficialmente a vila como 'cidade-mártir'.
Assim como sua cidade-irmã em martírio, Lídice, na Tchecoslováquia, a nova Oradour-sur-Glane é uma pequena comuna de pouco mais de 2000 habitantes, construída a pequena distância das ruínas silenciosas da cidade-mártir francesa da Segunda Guerra Mundial.

## Requiem por Oradour-sur-Glane
A tragédia de Oradour foi contada na televisão mundial em documentário na aclamada série da BBC inglesa, The World at War (O Mundo em Guerra) de 1974. Na voz de Laurence Olivier, o primeiro capítulo da série abre com imagens feitas de helicóptero sobre a cidade vazia e silenciosa e a narração grave: 
| “ | Por esta estrada, num dia de verão de 1944, os soldados vieram. Ninguém vive aqui agora. Eles aqui ficaram por algumas horas. Quando eles se foram, a comunidade que existia há mil anos, havia morrido. Esta é Oradour-sur-Glane, na França. No dia em que os soldados vieram, a população foi reunida. Os homens foram levados para garagens e celeiros, as mulheres e crianças foram conduzidas por esta rua e trancadas dentro desta igreja. Aqui, elas escutaram os tiros que matavam seus homens. Então, elas foram mortas também. Algumas semanas depois, muitos daqueles que cometeram essas mortes, foram também mortos, em batalha. Nunca reconstruíram Oradour. Suas ruínas são um memorial. Seu martírio se soma a milhares e milhares de outros martírios na Polônia, na Rússia, na Birmânia, na China, em..... um Mundo em Guerra. | ” |